# Dhemaji
Dhemaji ist eine Stadt im indischen Bundesstaat Assam.
Die Stadt ist Hauptort des Distrikts Dhemaji. Dhemaji hat den Status eines Town Committees. Die Stadt ist in 4 Wards gegliedert. Sie hatte am Stichtag der Volkszählung 2011 12.816 Einwohner, von denen 6514 Männer und 6302 Frauen waren. Hindus bilden mit einem Anteil von über 96 % die Mehrheit der Bevölkerung in der Stadt. Muslime bilden eine Minderheit von ca. 2 %. Die Alphabetisierungsrate lag 2011 bei 91,5 % und damit deutlich über dem nationalen Durchschnitt. 16,6 % gehören den Scheduled Tribes an.